# Ernest Jones (fútbol americano)
Ernest C. Jones (Waycross, Georgia, 22 de noviembre de 1999) más conocido como Ernest Jones, es un jugador profesional estadounidense de fútbol americano que se desempeña en la posición de linebacker en Seattle Seahawks, equipo de la National Football League (NFL).

## Carrera
Fue seleccionado en la tercera ronda en la Reunión Anual de Selección de Jugadores de la NFL de 2021. Hizo su debut profesional con el equipo Los Angeles Rams, donde lleva jugando tres temporadas.